# Illa Unalga (illes Delarof)
Unalga (en Aleut Unalĝa) és una petita illa de les illes Delarof, un subgrup de les illes Andreanof, que formen part de les illes Aleutianes, a Alaska. Es troba al mar de Bering, al sud de l'illa de Gareloi, uns 15 km a l'oest de Kavalga. L'illa té un diàmetre de poc més d'1 km.